# Pterochromis
Genre
Pterochromis est un genre de poissons Perciformes  qui appartient à la famille des Cichlidae.

## Liste d'espèces
Selon ITIS:
- Pterochromis congicus (Boulenger, 1897)